# Іво Грбич
Іво Грбич (хорв. Ivo Grbić; нар. 18 січня 1996, Спліт) — хорватський футболіст, воротар англійського клубу «Шеффілд Юнайтед» та збірної Хорватії.

## Клубна кар'єра
Вихованець клубу «Хайдук» зі свого рідного міста Спліт. 18 квітня 2015 року в матчі проти «Рієки» він дебютував за першу команду клубу у чемпіонаті Хорватії, але основним воротарем стати не зумів. Для отримання ігрової практики Іво виступав також за дублюючий склад.

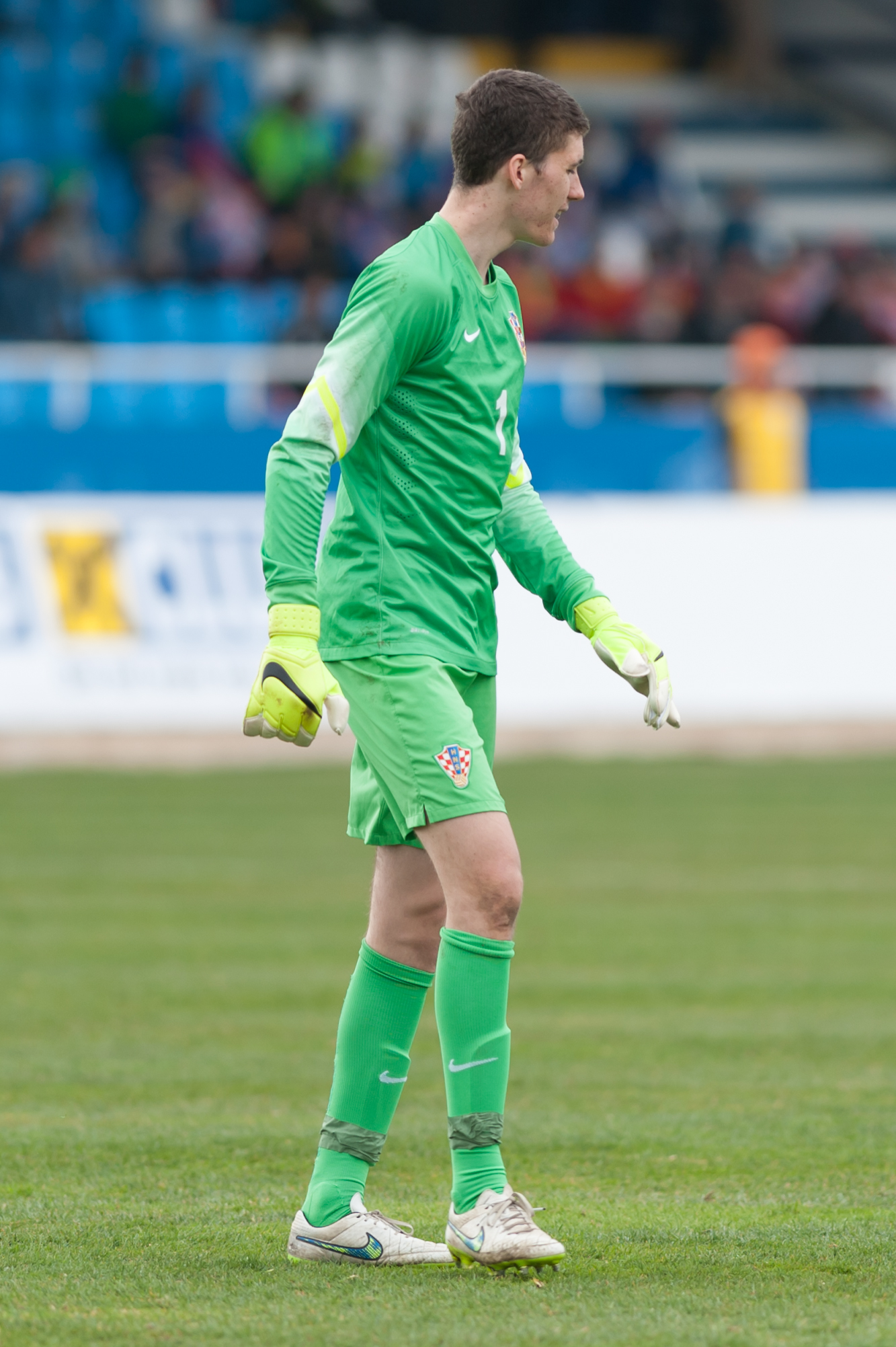
Грбич у складі юнацької збірної Хорватії (U-19). 2015 рік.

Влітку 2018 року Грбич відмовився продовжувати контракт з рідним клубом і у статусі вільного агента перейшов у столичну «Локомотиву». 28 липня в матчі проти «Інтера» з Запрешича він дебютував за нову команду і відразу ж забезпечив собі місце в стартовому складі.  У сезоні 2019/20 він був одним із ключових гравців загребського клубу, допомігши команді стати віце-чемпіоном Хорватії, завдяки чому команда вперше в своїй історії кваліфікувалась до Ліги чемпіонів.
20 серпня 2020 року Грбич перейшов в іспанський «Атлетіко Мадрид», підписавши контракт на 4 роки. Сума трансферу склала 3,5 млн євро. Іво дебютував за «матрацників» 16 грудня в матчі Кубка Іспанії проти «Кардассара» (3:0). Ця гра залишилась єдиною для хорвата в тому сезоні, який для команди став чемпіонським

## Міжнародна кар'єра
У 2013 році Грбич в складі юнацької збірної Хорватії до 17 років взяв участь в юнацькому чемпіонаті Європи в Словаччині. На турнірі він був запасним і на поле не вийшов. У тому ж році Іво поїхав на юнацький чемпіонат світу в ОАЕ, де також був запасним воротарем і не зіграв жодної хвилини.
Протягом 2017—2019 років залучався до складу молодіжної збірної Хорватії, у її складі поїхав на молодіжний чемпіонат Європи 2019 року в Італії. На турнірі він зіграв в одному матчі проти команди Англії. Всього на молодіжному рівні зіграв у 5 офіційних матчах.

## Досягнення
- Чемпіон Іспанії: 2020/21
- Бронзовий призер чемпіонату світу: 2022